# 제주 사라봉 일제 동굴진지
제주 사라봉 일제 동굴진지는 대한민국 제주특별자치도 제주시 사라봉에 있는 일제강점기의 전쟁관련시설이다. 2006년 12월 4일 대한민국의 국가등록문화재 제306호로 지정되었다.

## 개요
이 시설물은 일본군이 제주 북부 해안으로 상륙하는 연합군을 1차 저지하고, 제주 동비행장(진드르 비행장)과 제주 서비행장(정뜨르 비행장, 현재 제주국제공항)을 방어하기 위해 구축한 것이다. 입구가 두 곳인 ‘ㄷ’자형과 ‘一’자형, 입구가 세 곳인 ‘Y’형 등 8곳의 동굴 진지로 구성되어 있다. 일제 강점기 당시 일본군 군사 시설의 하나로 태평양전쟁 말기, 수세에 몰린 일본군이 제주도를 저항 기지로 삼았던 침략의 역사를 보여주고 있다.

## 등록사유
1945년경에 인공적으로 구축된 동굴형태의 군사진지로, 당시 정드르비행장(현 제주시 제주
국제공항)을 경비하기 위한 군사시설이다. 사라봉은 현재 제주시의 시민공원으로 이용되고
있다. 일제강점기의 일본군 군사시설의 하나로 태평양전쟁 말기, 수세에 몰린 일본이 제주
도를 저항기지로 삼았던 역사를 보여주고 있다는 점에서 가치가 있다.

## 참고 자료
- 제주 사라봉 일제 동굴진지 - 국가유산청 국가유산포털